# Ruellia ochroleuca
Ruellia ochroleuca är en akantusväxtart som beskrevs av Carl Friedrich Philipp von Martius och Nees.. Ruellia ochroleuca ingår i släktet Ruellia och familjen akantusväxter. Inga underarter finns listade i Catalogue of Life.